# Jonatan Medart
Jonatan Medart (22 april 2000) is een Vlaamse contentcreator op sociale media (TikTok, Instagram en YouTube). Medart verwierf bekendheid tijdens de coronapandemie met zijn '2020-lied'. Een nummer dat alle ellende van het jaar omvatte. Het nummer werd een virale hit op TikTok, met meer dan 5 miljoen views. 
In 2021 nam Medart deel aan het derde seizoen van Dancing with the Stars in Vlaanderen,op het televisiekanaal Play4. Hij behaalde samen met zijn professionele danspartner Björk Gunnarsdóttir de tweede plaats Vervolgens nam hij deel aan het panel van Café De Mol en werd hij op pad gestuurd als 'vliegende reporter' bij De Cooke & Verhulst Show. 
In 2024 was hij een kandidaat-fotograaf in Het perfecte plaatje. In hetzelfde jaar was Medart een van de deelnemers aan het derde seizoen van De Verraders in België. Hij werd aangeduid als een van de verraders en werd in de derde aflevering ontmaskerd en verbannen. 
Medart maakte zijn opwachting in het televisieprogramma De Slimste Mens ter Wereld. 

## Prijzen en nominaties
| Jaar | Prijs                      | Categorie          | Resultaat   |
| ---- | -------------------------- | ------------------ | ----------- |
| 2021 | Het Gala Van De Gouden K's | Beste TikTok       | Gewonnen    |
| 2021 | De Jamies                  | Beste TikTok       | Gewonnen    |
| 2021 | De Jamies                  | Content Creator    | 2de plaats  |
| 2022 | De Jamies                  | Beste TikTok       | Genomineerd |
| 2023 | De Jamies                  | Vlogging Jamie     | Genomineerd |
| 2023 | De Jamies                  | Sociaalste creator | Gewonnen    |
| 2023 | De Jamies                  | Video van het jaar | Gewonnen    |
| 2024 | De Jamies                  | Vlogging Jamie     | Gewonnen    |
| 2024 | De Jamies                  | Short Jamie        | Genomineerd |